# Stephen Mangan
Stephen James Mangan, född 16 maj 1968 i Winchmore Hill, London Borough of Enfield, är en brittisk skådespelare. 
Mangan har bland annat medverkat i TV-serierna Green Wing, Episodes och The Split.

## Filmografi i urval
- 1999 – Den långa flykten (TV-serie)
- 2000 – Billy Elliot
- 2001 – Adrian Mole i cappuccinoåldern (TV-serie)
- 2002 – I'm Alan Partridge (TV-serie)
- 2004–2006 – Green Wing (TV-serie)
- 2007 – Agatha Christies Marple (TV-serie)
- 2009 – Never Mind the Buzzcocks (TV-serie)
- 2011–2017 – Episodes (TV-serie)
- 2013 – Rush
- 2014 – Postis Per - Filmen
- 2017 – Breathe
- 2018–2024 – The Split (TV-serie)
- 2019–2020 – Dalmatinervägen 101 (TV-serie)